# Vortová
Vortová – gmina w Czechach, w powiecie Chrudim, w kraju pardubickim. Według danych z dnia 1 stycznia 2014 liczyła 250 mieszkańców.